# Затишне (Павлоградський район)
Зати́шне — село в Україні, у Юр'ївській селищній громаді Павлоградського району Дніпропетровської області. До 2017 орган місцевого самоврядування — Жемчужненська сільська рада. Населення за переписом 2001 року становить 19 осіб.

## Географія
Село Затишне знаходиться біля витоків річки Дубова, яка через 6 км впадає в річку Мала Тернівка. На відстані 3 км розташовані села Дубове та Орлівське. Річка в цьому місці пересихає, на ній зроблена велика загата.

## Історія
В 1786 році в плані генерального межування Павлоградського повіту Катеринославської губернії, називалося село Дубівка.
В 1859 році в списках населених місць Катеринославської губернії, присутнє село Дубова (Гаснівка), при ставі Дубового яру, з кількістю жителів 55 осіб в 8 дворах.
12 червня 2020 року, відповідно до розпорядження Кабінету Міністрів України № 709-р «Про визначення адміністративних центрів та затвердження територій територіальних громад Дніпропетровської області», увійшло до складу Юр'ївської селищної громади.
19 липня 2020 року, в результаті адміністративно-територіальної реформи та ліквідації Юр'ївського району, село увійшло до складу Павлоградського району.

## Інтернет-посилання
- Погода в селі Затишне [Архівовано 21 грудня 2011 у Wayback Machine.]